# العلاقات البنمية الكيريباتية
العلاقات البنمية الكيريباتية هي العلاقات الثنائية التي تجمع بين بنما وكيريباتي.

## مقارنة بين البلدين
هذه مقارنة عامة ومرجعية للدولتين:
| وجه المقارنة                                              | بنما                      | كيريباتي                        |
| --------------------------------------------------------- | ------------------------- | ------------------------------- |
| المساحة (كم2)                                             | 74.18 ألف                 | 811                             |
| عدد السكان (نسمة)                                         | 4.10 مليون                | 116.40 ألف                      |
| الكثافة السكانية (ن./كم²)                                 | 55.27                     | 14.35 ألف                       |
| العاصمة                                                   | بنما                      | جنوب تاراوا                     |
| اللغة الرسمية                                             | اللغة الإسبانية           | لغة إنجليزية، اللغة الكيريباتية |
| العملة                                                    | بالبوا بنمي، دولار أمريكي | دولار كريباتي، دولار أسترالي    |
| الناتج المحلي الإجمالي (بليون دولار)                      | 61.84 مليار               | 196.15 مليون                    |
| الناتج المحلي الإجمالي (تعادل القوة الشرائية) بليون دولار | 87.37 مليار               | 224.26 مليون                    |
| الناتج المحلي الإجمالي الاسمي للفرد دولار أمريكي          | 13.27 ألف                 | 1.42 ألف                        |
| الناتج المحلي الإجمالي للفرد دولار أمريكي                 | 20.89 ألف                 | 1.81 ألف                        |
| مؤشر التنمية البشرية                                      | 0.780                     | 0.590                           |
| رمز المكالمات الدولي                                      | +507                      | +686                            |
| رمز الإنترنت                                              | .pa                       | .ki                             |
| المنطقة الزمنية                                           | 00                        |                                 |

## منظمات دولية مشتركة
يشترك البلدان في عضوية مجموعة من المنظمات الدولية، منها:
| علم المنظمة | اسم المنظمة                   | تاريخ انضمام بنما | تاريخ انضمام كيريباتي |
| ----------- | ----------------------------- | ----------------- | --------------------- |
|             | يونسكو                        | 10 يناير 1950     | 24 أكتوبر 1989        |
|             | مؤسسة التمويل الدولية         | 20 يوليو 1956     | 2 أكتوبر 1986         |
|             | منظمة حظر الأسلحة الكيميائية  | ?                 | ?                     |
|             | مؤسسة التنمية الدولية         | 1 سبتمبر 1961     | 2 أكتوبر 1986         |
|             | الاتحاد البريدي العالمي       | ?                 | ?                     |
|             | الاتحاد الدولي للاتصالات      | 14 يوليو 1914     | 3 نوفمبر 1986         |
|             | الأمم المتحدة                 | 13 نوفمبر 1945    | 14 سبتمبر 1999        |
|             | البنك الدولي للإنشاء والتعمير | 14 مارس 1946      | 29 سبتمبر 1986        |

## وصلات خارجية
- موقع وزارة الخارجية البنمية